# Burgos (Ilocos Sur)
Burgos è una municipalità di quarta classe delle Filippine, situata nella provincia di Ilocos Sur, nella regione di Ilocos.
Burgos è formata da 26 baranggay:
- Ambugat
- Balugang
- Bangbangar
- Bessang
- Cabcaburao
- Cadacad
- Callitong
- Dayanki
- Dirdirig (Dirdirig-Paday)
- Lesseb
- Lubing
- Lucaban
- Luna

- Macaoayan
- Mambug
- Manaboc
- Mapanit
- Nagpanaoan
- Paduros
- Patac
- Poblacion Norte (Bato)
- Poblacion Sur (Masingit)
- Sabangan Pinggan
- Subadi Norte
- Subadi Sur
- Taliao